# Parthenocissus tricuspidata
Pour les articles homonymes, voir vigne vierge.
Vigne-vierge à trois pointes
Espèce
Classification phylogénétique
Parthenocissus tricuspidata, la vigne-vierge à trois pointes est une espèce de plantes de la famille de la vigne (les Vitaceae).
Elle est originaire d’Asie orientale et cultivée très largement comme plante grimpante ornementale pour son feuillage qui vire au rouge écarlate à l’automne. Les jardiniers utilisent parfois aussi les termes de lierre de Boston ou de lierre japonais.

## étymologie
En 1887, le botaniste Jules Émile Planchon crée de genre Parthenocissus et transfère l’espèce du genre Ampelopsis dans le genre Parthenocissus, dans Monographiae Phanerogamarum 5(2): 452. 
Le nom de genre Parthenocissus est un nom composé de latin scientifique, formé à partir du grec ancien παρθένος (parthenos) « vierge » et de κισσός (kissos) « lierre », soit « lierre vierge ». Ce qualificatif de « vierge » ne s’applique pas à la reproduction de la plante mais à l'origine de certaine espèce du genre, l’État de Virginie. D’après François Couplan, la plante est appelée en anglais Virginia creeper, « plante grimpante de Virginie » ; l’État de Virginie (Virginia) aux États-Unis, ayant été nommé d’après la « reine vierge », Élisabeth Ire qui ne s'est jamais mariée.
L’épithète spécifique tricuspidata est un mot composé de latin botanique formé de tri qui signifie « trois » et de cuspidata venant de cuspis, ĭdis, f., « pointe ». Cuspidata est la forme féminine de cuspidatus en latin, qui est le participe passé du verbe cuspidare. Ce verbe est dérivé de cuspidis, qui signifie pointe. Le suffixe -atus (ou -ata pour le féminin) est utilisé en latin pour former des participes passés, et il indique une action qui a été accomplie. Donc l'épithète cuspidata signifie littéralement « dotée d'une pointe » ou « munie d'une pointe ».

## Synonymes

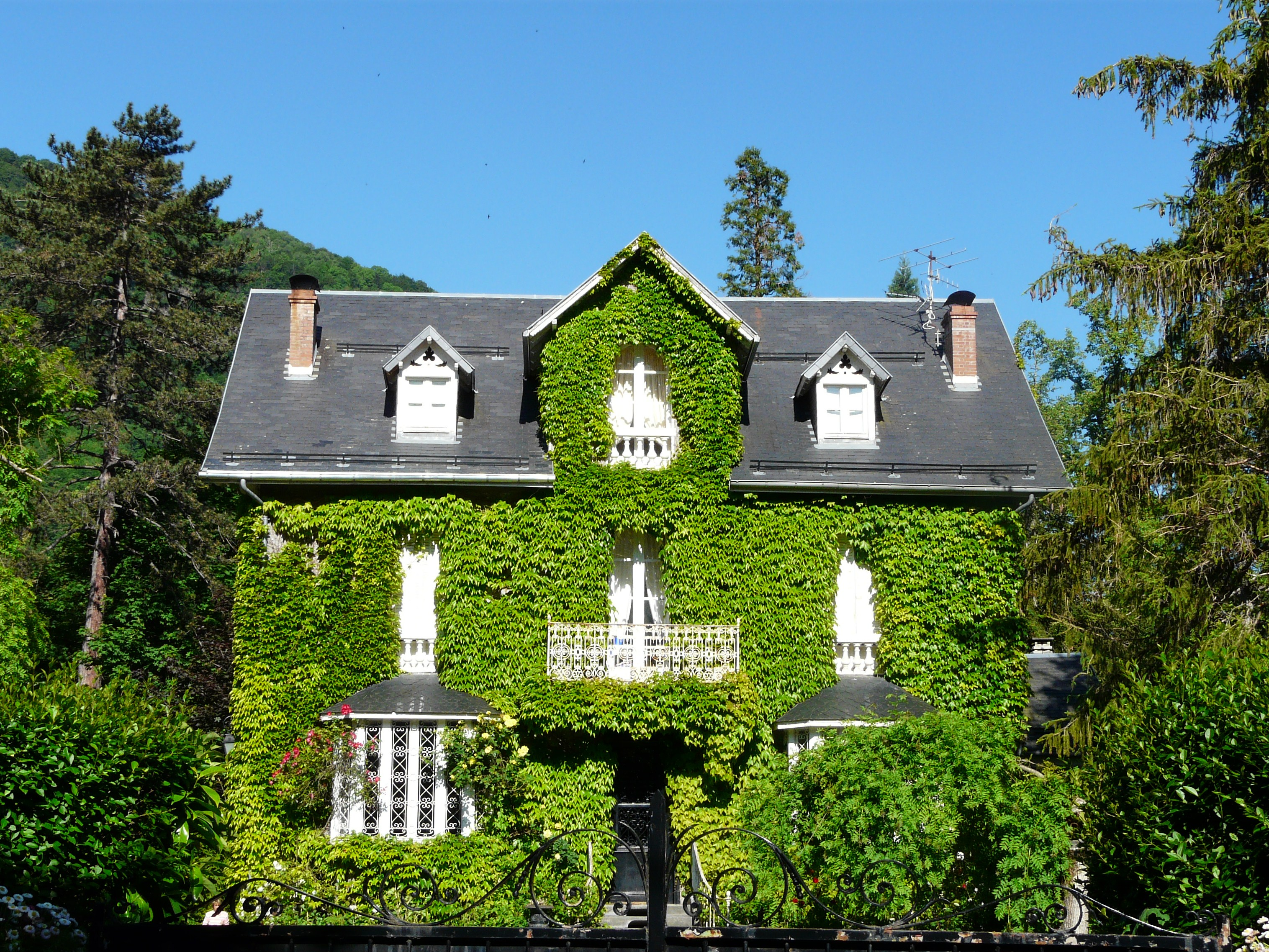
La vigne vierge demande un entretien régulier. Villa à Bagnères-de-Luchon.

Selon POWO, le nom valide Parthenocissus tricuspidata possède 29 synonymes (qui ont des noms non valides) :

### Synonymes homotypiques
- Ampelopsis tricuspidata Siebold & Zucc. in Abh. Math.-Phys. Cl. Königl. Bayer. Akad. Wiss. 4(2): 196 (1845)
- Psedera tricuspidata (Siebold & Zucc.) Rehder in Rhodora 10: 29 (1908)
- Quinaria tricuspidata (Siebold & Zucc.) Koehne in Gartenflora 41: 403 (1892)
- Vitis tricuspidata (Siebold & Zucc.) T.Moore & Mast. in Gard. Chron. 1871: 1128 (1871), non Heer, fossil     name.

### Synonymes hétérotypiques
- Acer nikoense (Miq.) Maxim. in Bull. Acad. Imp. Sci. Saint-Pétersbourg, sér. 3, 12: 227 (1867)
- Crula nikoensis (Miq.) Nieuwl. in Amer. Midl. Naturalist 2: 114 (1911)
- Negundo nikoense Miq. in Ann. Mus. Bot. Lugduno-Batavi 2: 90 (1865)
- Ampelopsis haponica Anon. in Gard. Chron. 1868: 1118 (1868)

etc.

## Description
Parthenocissus tricuspidata est une plante grimpante vigoureuse, à feuilles caduques trilobées, s’accrochant aux supports par des vrilles,. Les vrilles possèdent de 5 à 10 branches terminées tout d’abord par un petit renflement qui peut se transformer en pelote adhésive. Celle-ci stimulée par le contact d’une surface libère de l'arabinogalactane, un polysaccharide collant. Sa croissance très rapide lui permet de couvrir de grande surface atteignant jusqu’à 16 à 20 m de hauteur.
Les feuilles sont simples, généralement à 3 lobes acuminés et parfois entières, aux marges largement dentées. Le limbe est lustré adaxialement, ovale à cordé-ové ou cordé-orbiculé, de 4,5-17 cm de long sur 4–16 cm de large, trilobé ou à 3 folioles, minces, herbacées, base tronquée à légèrement cordée, marges crénelées à crénelées-serrées, apex aigu à court-acuminé. En automne, elles virent au rouge vif, avant que le limbe ne se sépare du pétiole, qui finit lui-même dans un deuxième temps par tomber.
Les fleurs sont rassemblées en inflorescences de 2 à 12 cm de long, apparaissant à l’opposé des feuilles (tout comme les vrilles). Elles sont insignifiantes, verdâtres, et possèdent 5 pétales libres, elliptiques de 2-3 mm, 5 étamines opposées aux pétales et un ovaire ovale. Au moment de la floraison, de fin juin à août, elles émettent un léger parfum et produisent un nectar qui attire les abeilles et d’autres pollinisateurs.
Les fruits sont des baies de 5-8 mm de diamètre, virant à un bleu foncé pruiné à maturité. Elles sont consommées par les oiseaux l’hiver mais sont légèrement toxiques pour les mammifères et donc pour l’homme.

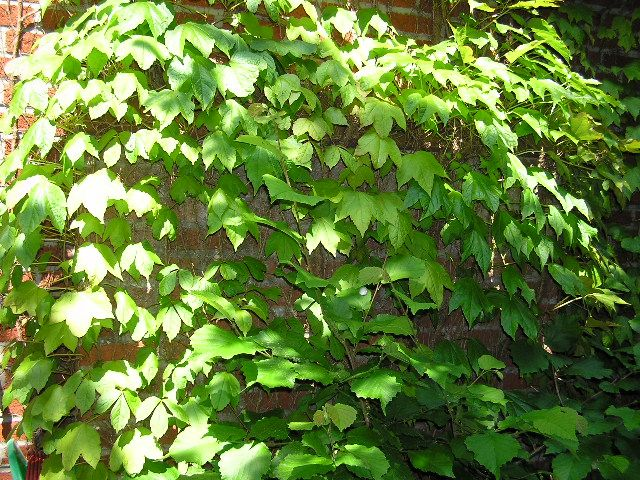
Vigne vierge japonaise sur un mur
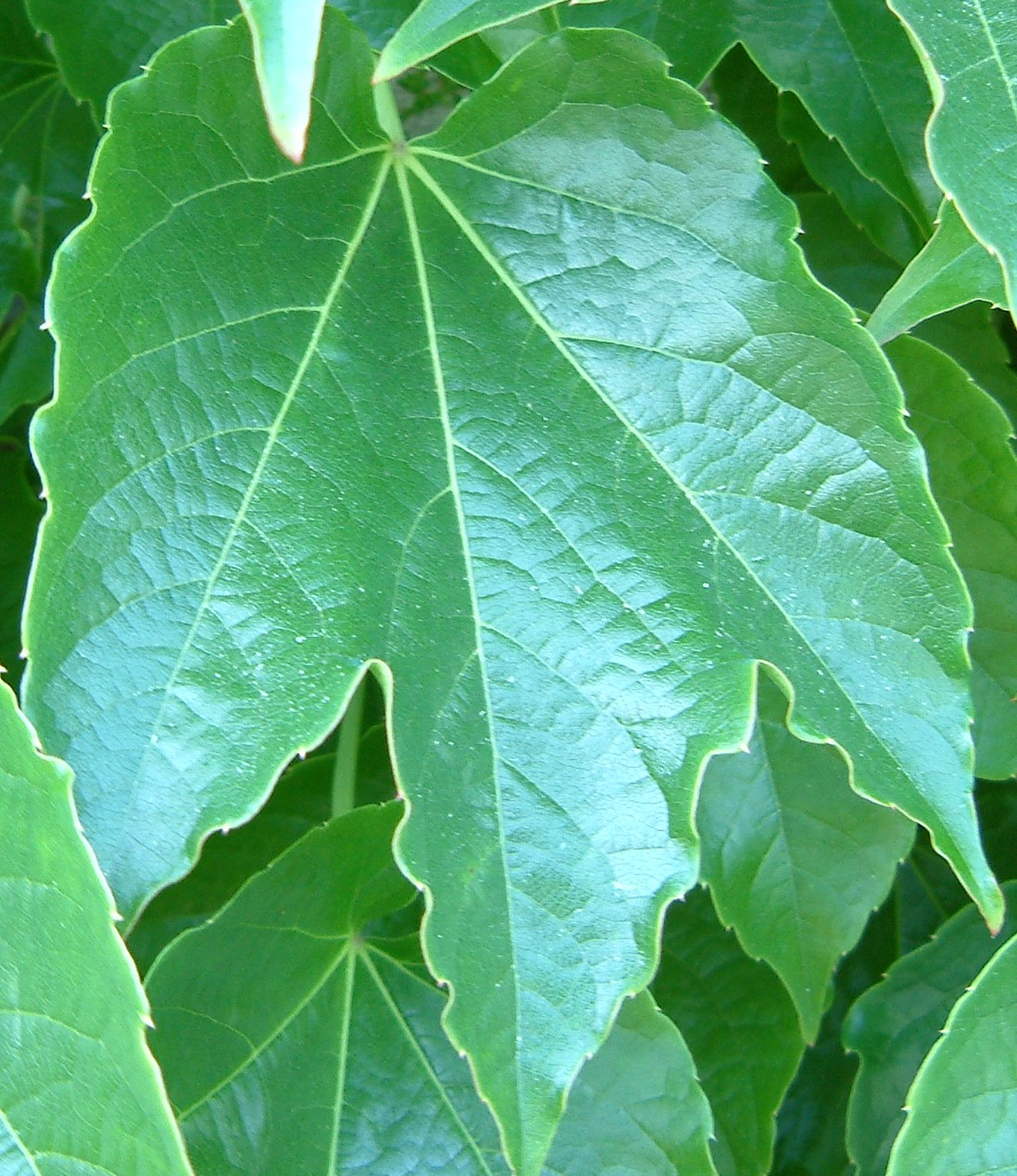
Feuilles
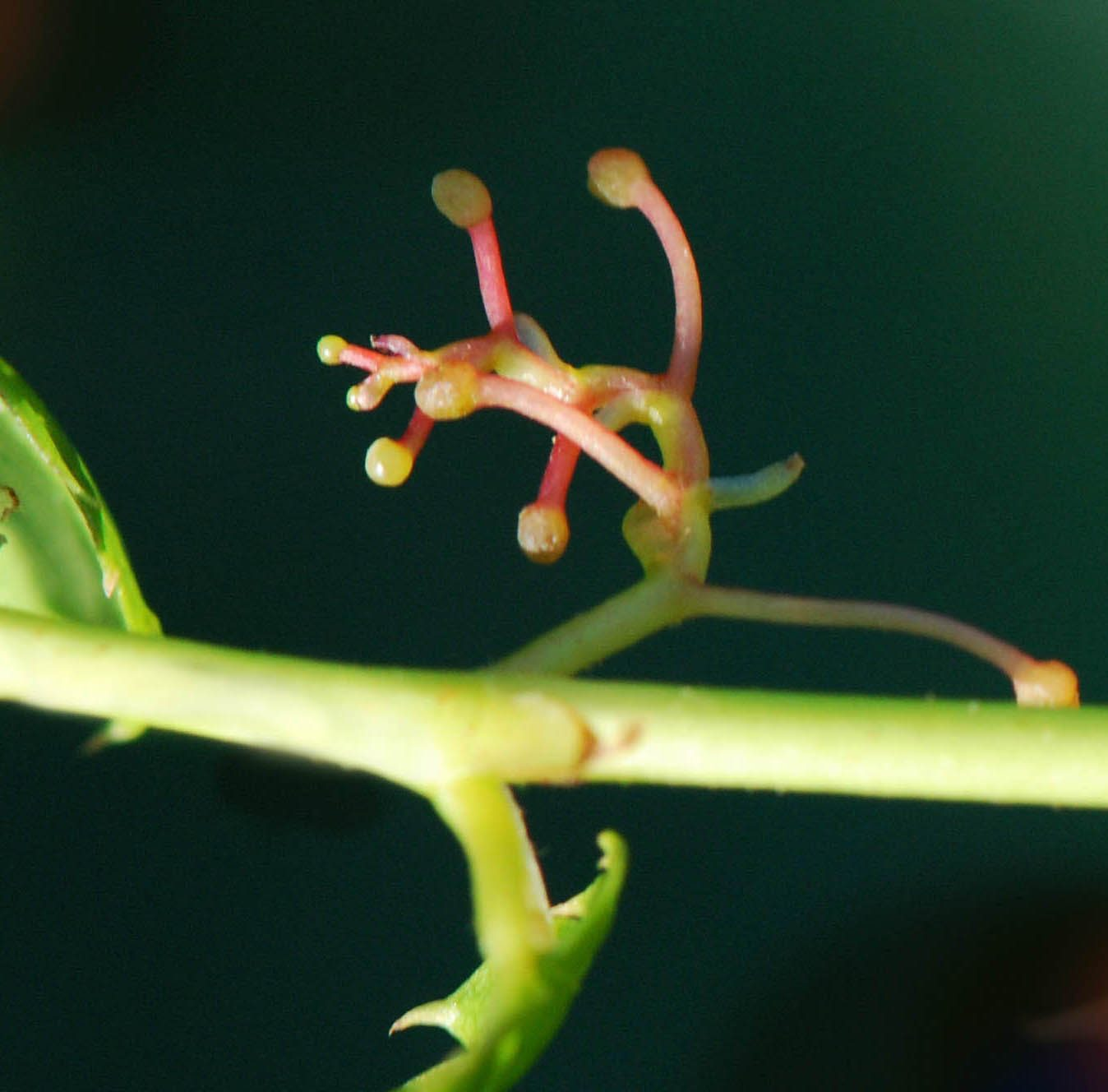
Vrille non fixée
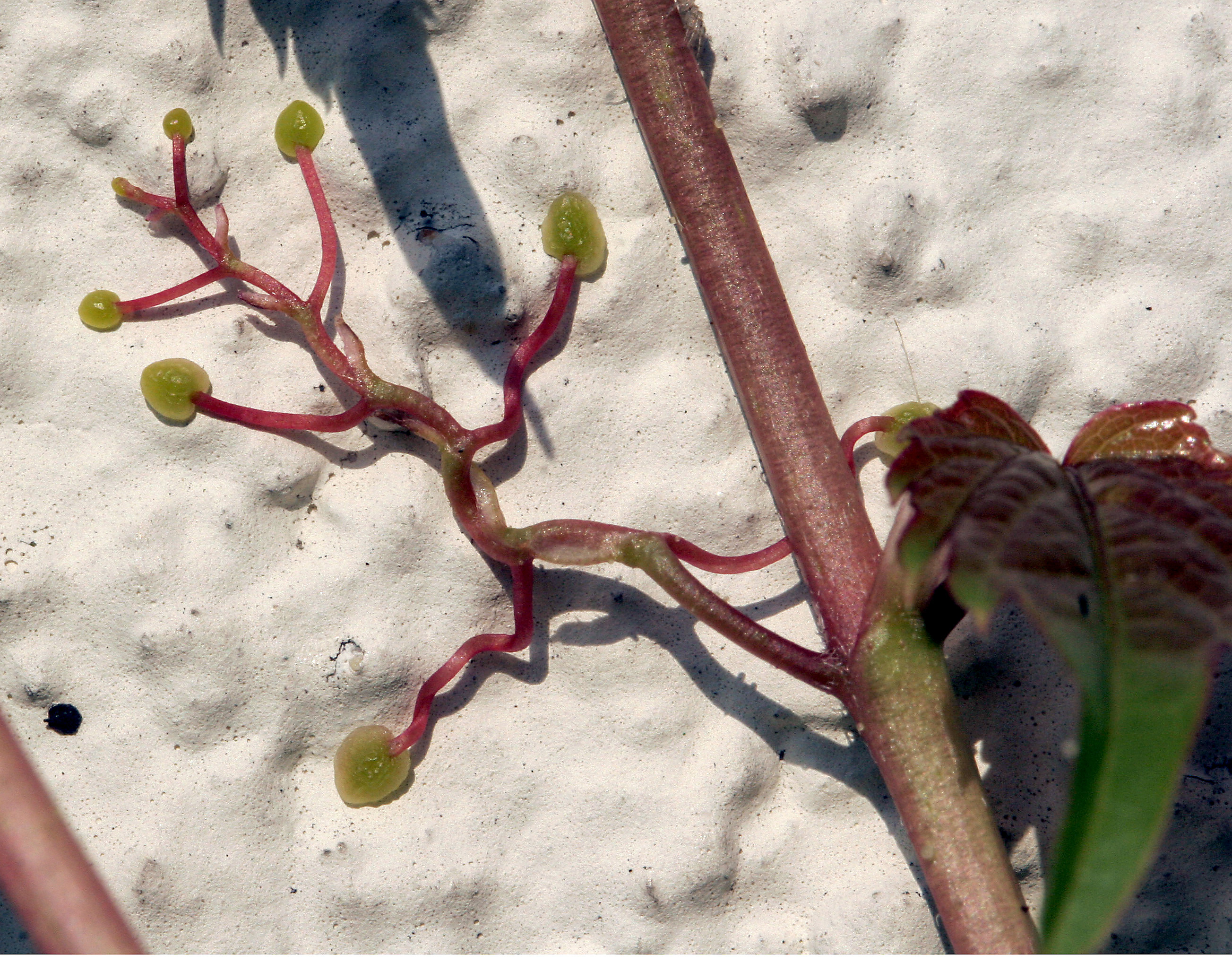
Vrille avec pelotes adhésives
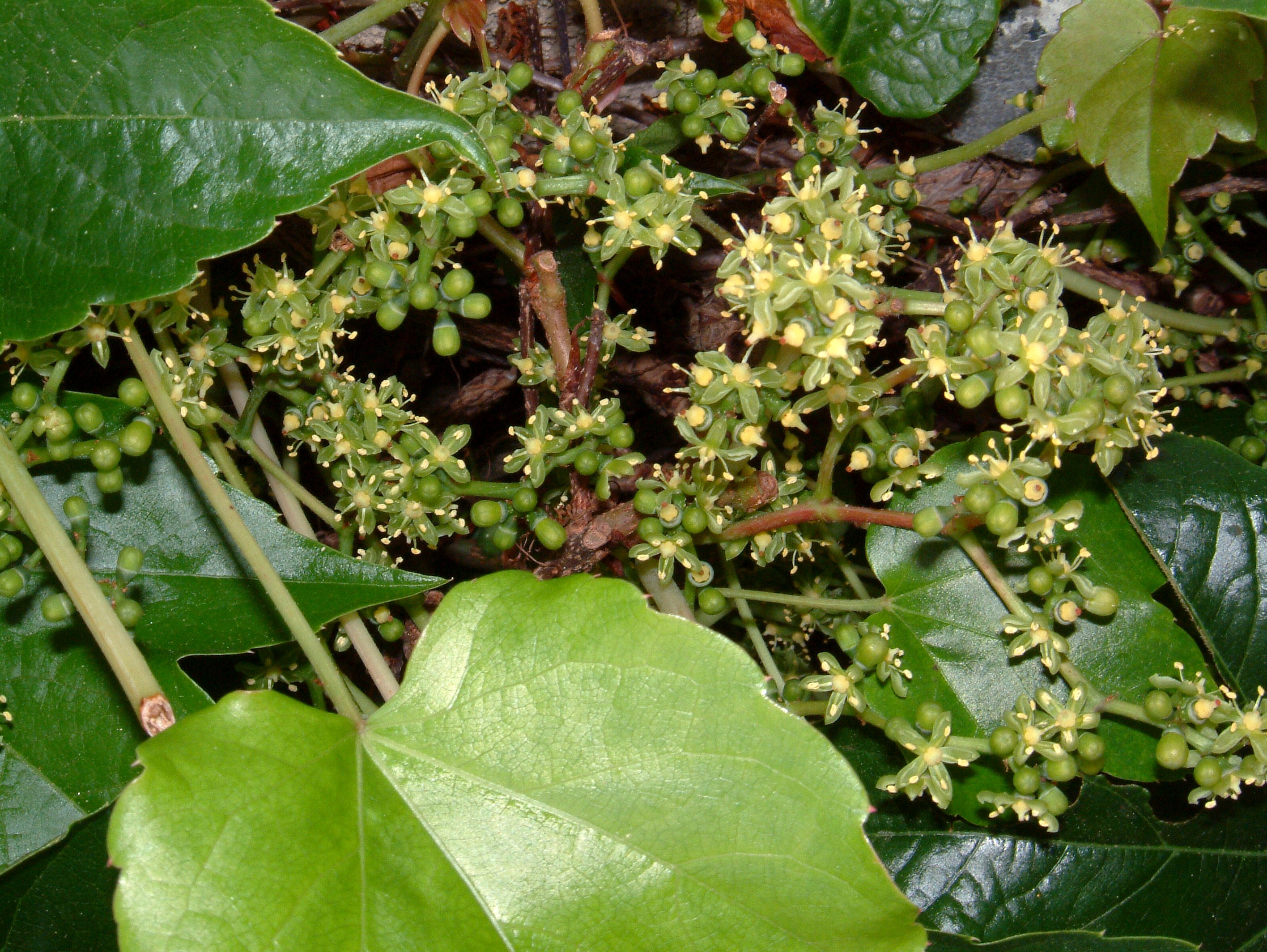
Fleurs
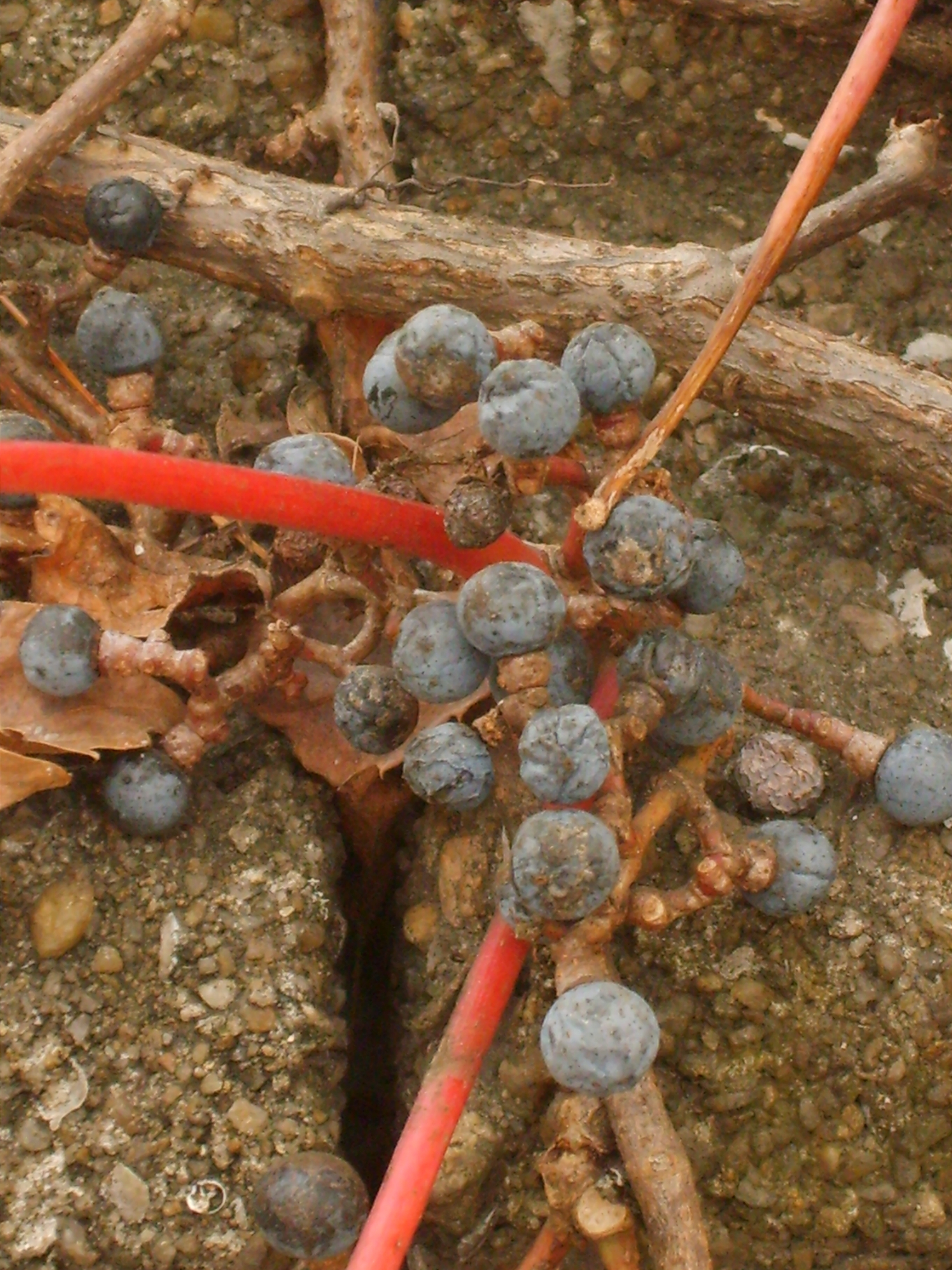
Fruits en hiver

## Distribution et habitat
Selon POWO, son aire de répartition naturelle est la Chine centrale et du nord, la Corée, Taiwan, le Vietnam et le Japon.
Elle a été introduite et s’est naturalisée en Albanie, Belgique, Bulgarie, Burundi, Îles Canaries, Connecticut, District de Columbia, Illinois, Indiana, Iowa, Kentucky, Maine, Massachusetts, Missouri, Nebraska, New Hampshire, New Jersey, New York, Nouvelle-Zélande Nord, Nouvelle-Zélande du Sud , Caroline du Nord, Ohio, Ontario, Pennsylvanie, Roumanie, Caroline du Sud, Tennessee, Yougoslavie. Moins vigoureuse et moins rustique que la vigne-vierge vraie (Parthenocissus quinquefolia), elle s'est cependant naturalisée en France.
Elle croît dans les formations arbustives, sur les collines rocheuses. Elle pousse principalement dans le biome tempéré.

### Utilisation ornementale

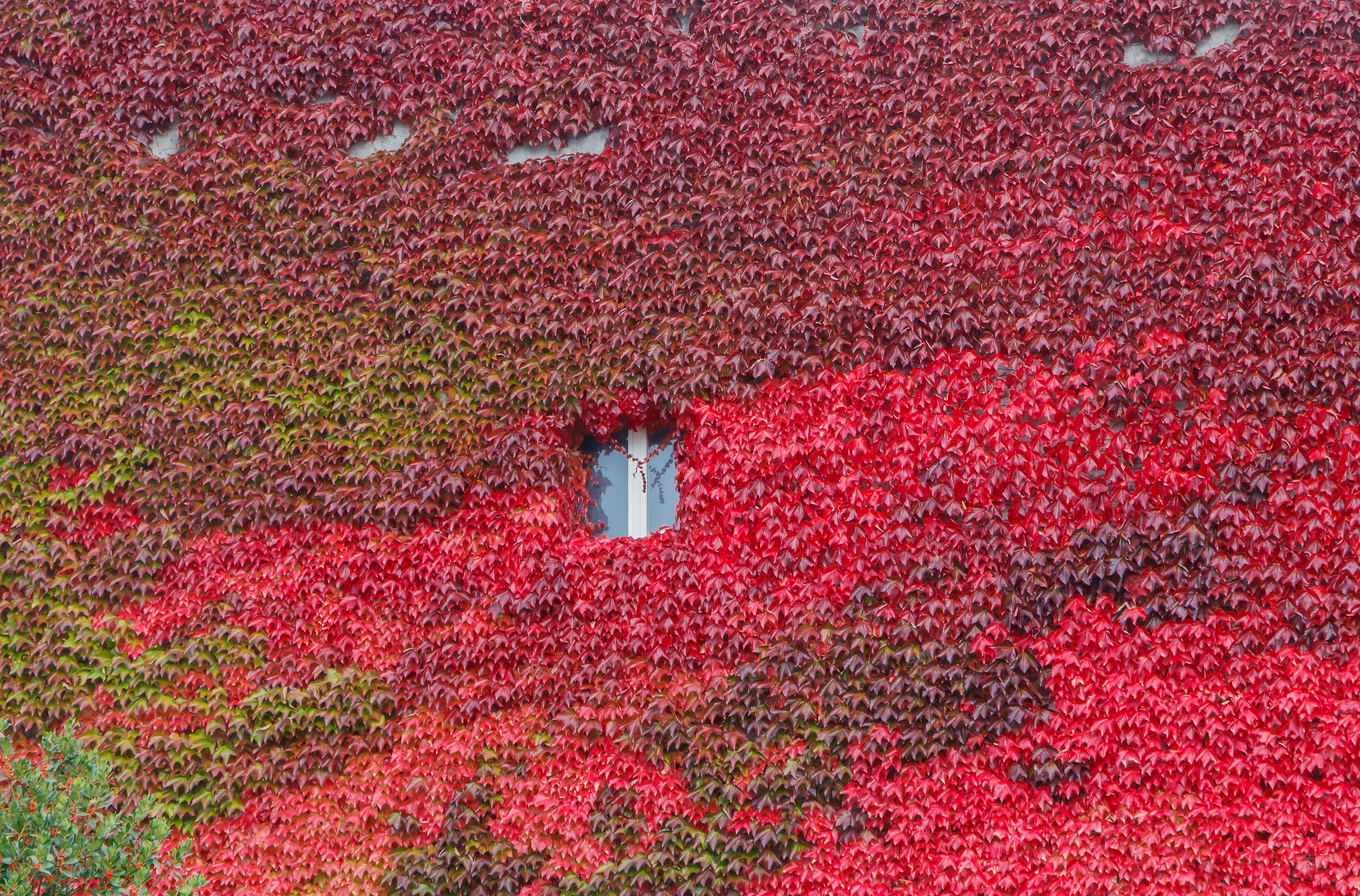
Parthenocissus tricuspidata sur une façade à Vevey dans le canton de Vaud.

La vigne vierge japonaise est utilisée comme plante grimpante ornementale pour couvrir les murs. Elle se fixe sur ceux-ci par des pelotes adhésives qui risquent moins de dégrader les crépis que le lierre qui introduit ses racines dans les joints. Elle nécessite un entretien régulier si on ne veut pas qu’elle obstrue les chéneaux.
Son nom chinois 爬墙虎 páqiánghǔ dont la morphologie imagée « tigre grimpant sur les murs » est un indice de la difficulté de maitriser sa croissance sur un mur de bâtiment. Elle peut cependant refroidir la température intérieure de 3 à 5 °C. Elle absorbe la lumière du Soleil, les bruits et poussières de l’environnement.
On la cultive le plus souvent sur un porte-greffe de Parthenocissus quinquefolia bien plus vigoureux et résistant au froid. Cette espèce est largement cultivée comme ornementale dans tous les pays de la zone tempérée.
Cultivars
- Le cultivar 'Veitchii Robusta' se distingue de l'espèce-type par un développement plus vigoureux et rapide, et des feuilles plus grandes. Elle est rustique jusqu’à −15 °C.
- ’Atropurpurea’, sur 4 à 6 m de haut sur 2 à 3 m, au printemps le jeune feuillage est rouge virant au pourpre en été et à nouveau rouge à l’automne.
- ’Golden Wall Fenway’ primé à Paris en 2002, 3 à 4 m de haut.

## Propriétés médicinales
Parthenocissus tricuspidata contient divers dérivés de stilbène aux propriétés pharmacologiques intéressantes. Il a été montré qu’un de ces composés, le glucopyranoside de picéide, avait une activité antimalariale aussi puissante que la drogue la plus employée contre le paludisme, la chloroquine.
En Chine, les racines et la tige sont utilisées comme matière médicale sous le nom de 地锦 dijin.

## Espèces voisines
- Parthenocissus quinquefolia, vigne-vierge vraie ou vigne-vierge de Virginie
- Parthenocissus henryana, vigne-vierge de Chine.